# Gynacantha ereagris
Gynacantha ereagris är en trollsländeart som beskrevs av Juan Cristóbal Gundlach 1888. Gynacantha ereagris ingår i släktet Gynacantha och familjen mosaiktrollsländor. Inga underarter finns listade i Catalogue of Life.